# Dicranomyia (Dicranomyia) signatella
Dicranomyia (Dicranomyia) signatella is een tweevleugelige uit de familie steltmuggen (Limoniidae). De soort komt voor in het Palearctisch gebied.